# Щетинниця зігнута
Щетинниця зігнута (Rochelia retorta) — вид квіткових рослин родини шорстколистих (Boraginaceae).

## Біоморфологічна характеристика
Це однорічна рослина 10–35 см заввишки. Це жорстко-волосисті рослини з цільними сидячими листками. Квітки дрібні, правильні, на коротких квітконіжках, у нещільних завитках. Чашечка з подовженими при плодах до 5 мм. Віночок з короткою циліндричною трубкою та маленьким блакитним відгином, у зіві з 5 невеликими лусочками. Плід складається з 2 горішків, густо вкритих зірчастими горбками.

## Поширення
Європа і Середня Азія.
В Україні вид зростає на кам'янистих та щебенистих схилах, піщаних, сухих степових та глинистих місцях, іноді як бур'ян — у Правобережній (ок. Вінниці) та Донецькій (Ворошиловградська обл., Свердловський р-н, Провальський степ) Лісостепу, б.-м. зазвичай у пд. ч. Степу та Криму.